# Heenmineermot
De heenmineermot (Elachista scirpi) is een vlinder uit de familie grasmineermotten (Elachistidae). De wetenschappelijke naam is voor het eerst geldig gepubliceerd in 1887 door Stainton.
De soort komt voor in Europa.